# Bernhard Christoph d’Arien
Bernhard Christoph d’Arien (* 20. Juli 1754 in Hamburg; † 14. Februar 1793 ebenda) war ein deutscher Jurist und Theaterdichter.
D’Arien studierte in Leipzig Jura und ließ sich nach der Promotion 1778 als Advokat in Hamburg nieder. Er veröffentlichte Gedichte und Dramen und verfasste mehrere Opernlibretti. Sein erfolgreichstes Theaterstück war das „vaterländische Trauerspiel“ Klaus Storzenbecher (1783). Zu den von ihm verfassten Opernlibretti zählen Antonio und Cleopatra (komponiert von Johann Christoph Kaffka), Heinrich und Lyda (komponiert von Christian Gottlob Neefe) und Laura Rosetti (komponiert von Johann André).

## Quelle
- Libretti von Bernhard Christoph d’Arien im DFG-Opernprojekt

| Personendaten    | Personendaten                       |
| ---------------- | ----------------------------------- |
| NAME             | d’Arien, Bernhard Christoph         |
| KURZBESCHREIBUNG | deutscher Jurist und Theaterdichter |
| GEBURTSDATUM     | 20. Juli 1754                       |
| GEBURTSORT       | Hamburg                             |
| STERBEDATUM      | 14. Februar 1793                    |
| STERBEORT        | Hamburg                             |